# Верхняя Ослянка
Ве́рхняя Осля́нка — старинное уральское село в Свердловской области России. Входит в городской округ город Нижний Тагил.

## Этимология
Название села пошло от слов «осла», «оселок», что означает точильный камень.

## География
Село Верхняя Ослянка расположено на правом берегу реки Чусовой, на 2,5 километра выше по её течению от устья реки Ослянки. Находится к северо-западу от Екатеринбурга, в 66 километрах (по автодороге — в 75 километрах) к западу от города Нижнего Тагила. Соседние населённые пункты: посёлки Серебрянка и Синегорский, в 2 километрах ниже по течению Чусовой находится небольшая деревня Нижняя Ослянка.
На противоположном (левом) берегу реки Чусовой находится природный памятник скала Камень Ослянский.

## История
Село Верхняя Ослянка было основано в 1775 году как пристань для транспортировки продукции Кушвинского железоделательного завода и первоначально называлось деревня Ослянская Пристань. В деревне была казённая Ослянская пристань и заводская Ушковская. Барки для транспортировки заводской продукции изготовлялись выше по течению, на Илимской Пристани. Готовые барки сплавляли сюда порожняком и потом загружали металлом и прочими товарами. Летом через Чусовую в деревне сооружали паром. Построен Гороблагодатский тракт длиной 80 километров, соединивший Кушвинский завод и село Верхняя Ослянка.
В советское время деревня была довольно крупной и преуспевающей. Здесь работала турбаза «Ослянская» (на окраине села, чуть ниже по течению), на которой заканчивался всесоюзный плановый маршрут № 58 по реке Чусовой от турбазы «Коуровской». Сейчас от этой турбазы остались лишь едва заметные фундаменты.
В 1871 году была построена деревянная однопрестольная церковь, которая была освящена в честь Святой Живоначальной Троицы 8 ноября 1871 года. Храм был закрыт в 1930-е годы и не восстановлен до настоящего времени.

## Инфраструктура, промышленность и транспорт
Промышленных предприятий в селе нет, часть жителей трудоустроены в Нижнем Тагиле и близлежащих посёлках, жители заняты подсобным сельским трудом. В селе работает недавно отремонтированный дом культуры (досуговый центр) села, работает магазин смешанных товаров, есть почтовое отделение, в 2019 году был установлен мемориал в честь погибших в Великой Отечественной войне, также сохранились останки старой Демидовской пристани и поклонный крест на месте разрушенной церкви. Добраться до села можно на пригородном автобусе два раза в сутки из Нижнего Тагила.